# Orestes Matacena
Orestes Matacena, né le 29 août 1941 à La Havane (Cuba), est un acteur, monteur, producteur, réalisateur et scénariste cubain.

## Biographie
Orestes Matacena est né à Cuba d'immigrants italiens. Il a grandi dans une plantation sucrière, entouré par la campagne et les animaux.
Orestes Matacena a participé à son premier tournage alors qu'il n'avait que six ans. Le film, "The Life of Billy the Kid", avait une distribution composée uniquement d'enfants.
À son adolescence, Orestes fit partie de la résistance qui luttait pour renverser Fidel Castro et son régime.
Il a épousé Clara Hernandez en 1975 mais ils ont divorcé en 1982.

## Filmographie

### Comme acteur
- 1973 : Honor Thy Father (TV) : chauffeur
- 1973 : Police Connection (Badge 373) de Howard Koch : dealer
- 1978 : Los Gusanos : Pepe
- 1979 : Flesh and Blood (TV) : Homme au bar
- 1980 : Night of the Juggler : Homme au Peep Show
- 1981 : Fatal Encounter : Tueur psychopathe
- 1983 : Guaguasi : Guaguasi
- 1988 : Lifted
- 1989 : Tropical Snow : Agent des douanes
- 1989 : Judgment : Interprète espagnol
- 1990 : The Take (TV) : Victor Menocal
- 1992 : Soldier's Fortune
- 1992 : La Nuit du défi (Diggstown) : Victor Corsini
- 1993 : A Kiss to Die For (TV) : Homme de Versace
- 1994 : Greyhounds (TV) : Hector Hernandez
- 1994 : The Mask : Niko
- 1994 : Motorcycle Gang (TV) : Gortman
- 1996 : Azúcar amarga : Claudio
- 1999 : Wild Wild West : Dignitaire espagnol
- 2000 : Last Stand : Général Ivan Kragov
- 2001 : Sticks : Tito
- 2002 : Sexgunsmoney@20 : Père de Mary
- 2004 : Girl in 3D : Père de Vicky
- 2005 : The Anna Cabrini Chronicles : Général Luis Young

### Comme scénariste
- 1978 : Los Gusanos
- 1981 : Fatal Encounter
- 1983 : Guaguasi
- 1988 : Tainted
- 1996 : Azúcar amarga
- 1999 : Cuba Libre
- 2002 : Sexgunsmoney@20

### Comme réalisateur
- 1981 : Fatal Encounter
- 1988 : Tainted
- 1999 : Cuba Libre
- 2002 : Sexgunsmoney@20

### Comme producteur
- 1981 : Fatal Encounter
- 1988 : Tainted
- 1999 : Cuba Libre
- 2002 : Sexgunsmoney@20

### Comme monteur
- 1999 : Cuba libre
- 2002 : Sexgunsmoney@20
- 2004 : Girl in 3D